# 4 Andromedae
Ne doit pas être confondu avec Andromeda IV.
Désignations
4 Andromedae (abrégée 4 And) est une étoile de la constellation d'Andromède. 4 Andromedae est sa désignation de Flamsteed. Elle est faiblement visible à l'œil nu avec une magnitude apparente de 5,308. Basé sur un décalage annuel de la parallaxe stellaire de 9,7 mas vu de l'orbite terrestre, elle est située à ∼ 337 a.l. (∼ 103 pc) de la Terre. L'étoile se rapproche avec une vitesse radiale héliocentrique de −11 km/s. Elle a un compagnon visuel de magnitude 11,7 situé à une séparation angulaire de 51,10" et à un angle de position de 348°, en date de 2002.
4 Andromedae est âgée de 2,24 milliards d'années et il s'agit d'une étoile géante vieillissante avec un type spectral de K5 III, ayant consommé l'hydrogène en son cœur et évolué loin de la séquence principale. Elle a 1,6 fois la masse du Soleil et s'est étendue à 26 fois le rayon du Soleil. Elle rayonne 170 fois la luminosité du Soleil à partir de sa photosphère élargie avec une température effective de 4 275 K.